# Collier (rivista)

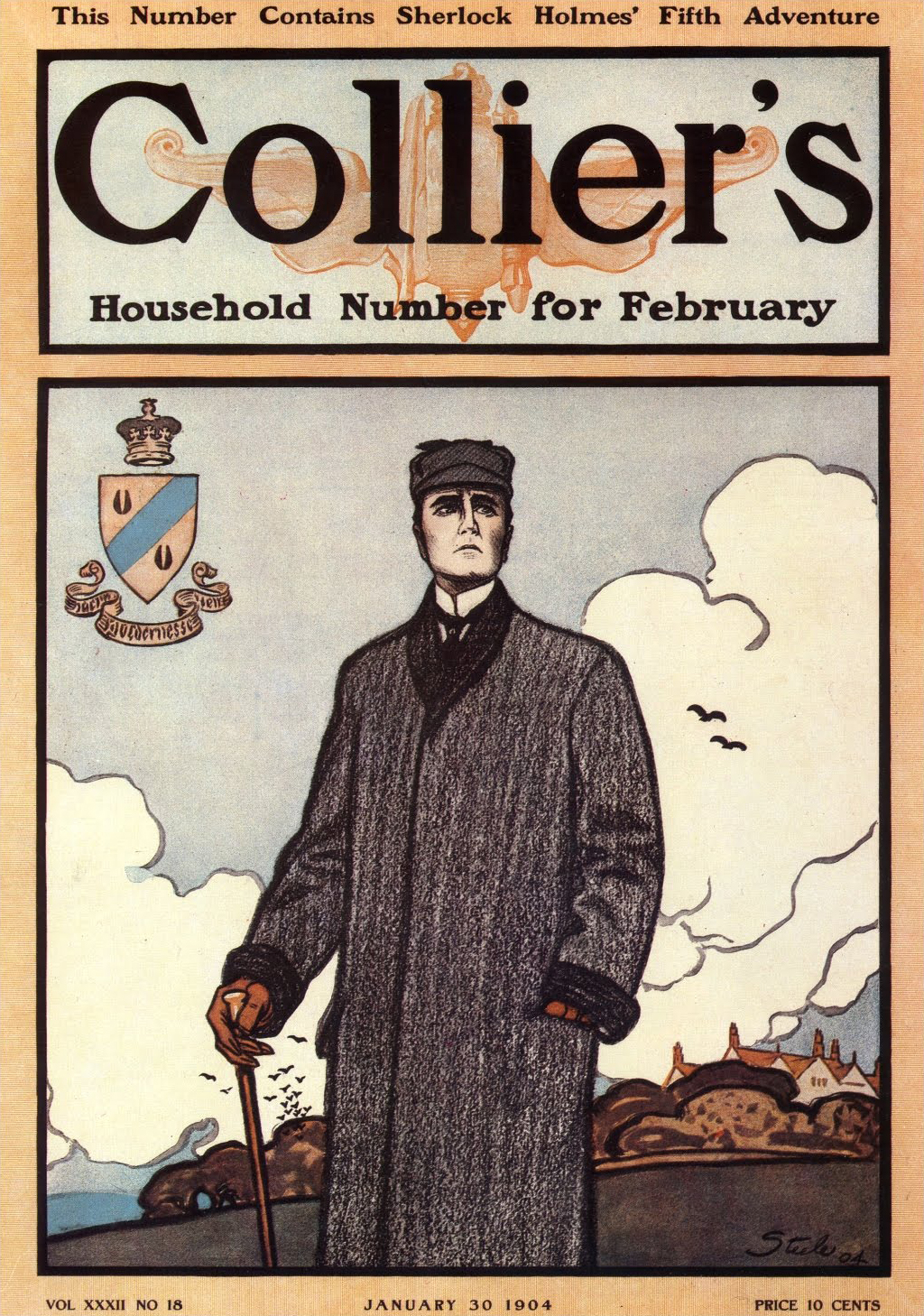
Copertin del 30 gennaio 1904, con un'illustrazione di Frederic Dorr Steele per la storia di Sherlock Holmes "L'avventura della scuola del priorato".

Collier  è stato un periodico statunitense.

## Storia
Fondata da Peter Fenelon Collier (1849-1909) nel 1888 con il nome di Collier's Weekly, titolo accorciato poi a Collier in seguito. Collaborò anche il figlio Robert J. Collier a partire dal 1898, dal 1914 il nome della rivista cambiò in Collier's: The National Weekly. Alla morte di padre e figlio (nel 1918) la società venne data ai loro amici: Samuel Dunn, Harry Payne Whitney e Francis Patrick Garvan.
Collaborarono numerosi illustratori e scrittori minori. Si ricordano, fra gli altri, Charles Addams, Carl Anderson, Jan Berenstain, Sam Berman, Chesley Bonestell, Howard Chandler Christy, Sam Cobean, Harrison Fisher, James Montgomery Flagg, Robert Fawcett, Jack Finney, A. B. Frost, Dave Gerard, Charles Dana Gibson, Denver Gillen, Vernon Grant, Jay Irving, Crockett Johnson, Hank Ketcham, Percy Leason, George Lichty, David Low, Paul Martin, Bill Mauldin, John Alan Maxwell, John Cullen Murphy, Virgil Partch, Frederic Remington, Mischa Richter, John Sloan, Frederic Dorr Steele, William Steig, Richard Taylor, Eduard Bloch, Gluyas Williams e Gahan Wilson.
Termina la sua pubblicazione nel 1957.